# 19386 Axelcronstedt
19386 Axelcronstedt (tên chỉ định: 1998 CR4) là một tiểu hành tinh vành đai chính. Nó được phát hiện bởi Eric Walter Elst ở Đài thiên văn La Silla ở Chile ngày 6 tháng 2 năm 1998. Nó được đặt theo tên Axel Fredrik Cronstedt, a Swedish mineralogist và chemist of the 18th century.